# Epifor
En epifor (af græsk epiphora 'tilførsel', af epipherein 'føre hen til') er et sprogligt virkemiddel brugt i taler, artikler og andre skriftlige midler, hvor mundtligt sprog har en indflydelse.
Det er en gentagelse af et ord, for at evt. skabe yderligere troværdighed. Eks:
| Citat | Vi kan se på hinandens ansigter, hvad kampen har kostet. Vi kan høre på hinandens historier, hvad kampen har kostet. Ulla Dahlerups tale fra Dansk folkepartis landsmøde i 2003. | Citat |
|       | |       |